# Semiochimico
Semiochimico (dal greco antico σημεῖον semeion "segnale") è il nome dato ai composti chimici che regolano le interazioni tra gli organismi viventi i quali sono in grado di determinare modificazioni di carattere etologico, fisiologico o anatomico.
I semiochimici vengono classificati in due gruppi: feromoni e allelochimici.

## Feromoni
I feromoni sono messaggeri chimici che agiscono tra individui della stessa specie; tale interazione è detta relazione intraspecifica.

## Allelochimici
Gli allelochimici sono messaggeri chimici che agiscono tra specie diverse, talvolta regni diversi; tale interazione è detta relazione interspecifica.